# 2004 OL14
2004 OL14, também escrito como 2004 OL14, é um objeto transnetuniano que está localizado no Cinturão de Kuiper, uma região do Sistema Solar. Ele possui uma magnitude absoluta de 8,3 e tem um diâmetro estimado com 96 km.

## Descoberta
2004 OL14 foi descoberto no dia 17 de julho de 2004 pelo astrônomo Marc W. Buie.

## Órbita
A órbita de 2004 OL14 tem uma excentricidade de 0,303 e possui um semieixo maior de 48,626 UA. O seu periélio leva o mesmo a uma distância de 33,892 UA em relação ao Sol e seu afélio a 63,359 UA.